# Вранилова трава
Вранилова трава или оригано (Origanum vulgare; црноврх, мравинац, џоџан, бакина душица, враниловка, мравинац, оригањ) вишегодишња је зељаста биљка из породице уснатица (Lamiaceae, Labiatae).
Оригано (такозвани бели оригано) се у сушеном стању користи као зачин за салате, сосове и преливе за: пицу, шпагете, макароне, лазање и друга јела у српској и другим националним кухињама.